# Sociologie těla
Sociologie těla je obor, jehož předmětem je vzájemná závislost mezi tělem a sociálním životem - dívá se na tělo z pohledu sociologického, tedy ve vztahu ke společnosti, potažmo člověku. Zaobírá se tím, jak naše tělo podléhá různým sociálním vlivům a vykládá ho nejen jako pouhý fyzický předmět, ale také jednotku reagující na množství faktorů, jež vychází ze zvyků a norem společnosti. Jedná se o poměrně mladou disciplínu. Mezi základní předměty zájmu této disciplíny patří např. vnímání vlastního těla, stárnutí, dopad techniky na tělo, a další.

## Vnímání vlastního těla
Lidské tělo se dá vnímat různými způsoby kvůli rozdílným příčinám. Mezi základní příčiny patří psychické, sociální a biologické faktory.
- Biologické – pohlaví, onemocnění vyžadující diety (cukrovka, mononukleóza), specifická distribuce podkožního tuku, hormonální nerovnováha
- Psychické – osobnostní charakteristiky, deprese, úzkost, sebehodnocení, perfekcionismus
- Sociální – náročné životní situace, rodinné faktory, tzv. sociokulturní vlivy (média, komerční reklamy, ideál krásy)[3]

Člověk může mít na své tělo pozitivní, ale i negativní názor. Negativní vztah k tělu může v krajní situaci vést k poruchám příjmu potravy. V případě nemocí způsobených sociologickými vlivy rozlišujeme mentální anorexii a mentální bulimii. Jedná se o onemocnění, která mohou mít za následek i smrt. Poruchy příjmu potravy postihují nejvíce ženy, konkrétně dívky ve věku 13-16 let. V tomto věku prochází lidské tělo prudkými změnami a s nimi i nejistota a tlak okolí na lidské tělo. Mezi příznaky poruch příjmu potravy patří odmítání jídla, narušené vnímání vlastního těla, strach z nadváhy, popírání závažnosti onemocnění, náladovost, amenorea. V Evropě trpí těmito poruchami 1 z 200 dívek, z nichž 10-15% na následky zemře.

## Ideál krásy
Ideál krásy lidského těla se v průběhu historie několikrát výrazně změnil. V současnosti je udáván módními značkami a reklamou, která nás bezprostředně obklopuje, a má tak větší vliv na jedince. Vzhledem k různorodé stavbě lidského těla je pro někoho nereálné dosáhnout stejného vzezření, které je určováno aktuálními trendy, což může vést k nespokojenosti a v extrémních případech k poruchám příjmu potravy - ty se v poslední době stávají čím dál častějšími. Lidé se v minulosti rozhodovali nepřijímat potravu pouze v extrémních případech (například náboženské přesvědčení). Naopak bylo považováno za nevhodné, aby člověk byl hubený, jelikož to bylo považováno za úkaz nedostatku peněz. Lidé tedy jedli hodně, aby vypadali lépe v očích případných nápadníků.

## Stárnutí
Stárnutí je nevyhnutelný proces, jež ale není jen otázkou zdravotnickou, ale má i společenský význam. Dříve bylo stáří považováno za zdroj moudrosti a lidé se obraceli s nejasnostmi právě ke svým nejstarším. V moderní společnosti už se vědomostem starších nepřikládá taková hodnota. Mají tedy méně významné postavení, než tomu bylo dříve. Další zásadní změnou je, že díky pokročilé medicíně stáří už nemusí nutně znamenat nevyhnutelný proces tělesného úpadku. Lidé se v průměru dožívají mnohem vyššího věku a mnoho nepříznivých aspektů lze odvrátit nebo alespoň zpomalit.

## Dopad techniky na tělo
Působení vědy a techniky ve vztahu sociologie a těla nelze opomenout. Přinášejí mnoho možností, ale současně i sporů. Přirozené jevy se staly společenskými, tzn. rozhodujeme o nich sami. Konkrétními případy jsou reprodukce s pomocí antikoncepce, těhotenství s pomocí genetické inženýrství, nebo potraty. Po staletí bylo pro ženu běžné otěhotnět během života až dvacetkrát. Tenkrát neměli po ruce žádné antikoncepční techniky. V nynější době si můžeme prakticky vybírat kdy a zda vůbec budeme mít děti. S početím souvisí následující těhotenství. Genetické inženýrství dokáže ovlivnit budoucí vývoj plodu. Dostáváme se zde na tenký led velice kontroverzního tématu. Zjistí-li se u plodu vada, budoucí rodiče mají možnosti volby zda potomka přivést na svět či ne. Touha po dokonalosti ale může dosáhnout obludných rozměrů. Touto tematikou se zabývá eugenika.
Technický pokrok je vidět také u porodů. Původní porodní báby jsou dnes nahrazeny odborníky (gynekology) a v průmyslové společnosti většina žen rodí v porodnici u specializovaného lékařského týmu. Nejspornější inovací, kterou moderní techniky umožňují je beze sporu potrat. Jedni ho vidí jako ekvivalenci vraždy, druzí jako prevenci před katastrofou.

## Dějiny těla

### Pohled na tělo ve středověku
Ve středověku bylo k tělu přistupováno dvojakým způsobem: Na jednu stranu byl význam těla ponižován a tělo bylo „trýzněno a ničeno askezí“, na druhou stranu se také objevují snahy o udržování těla v dobré formě a jeho léčení.
Na středověké tělo bylo pohlíženo očima Hippokrata, Galéna, Aristotela a Avicenny - převažoval názor, že srdce je nejdůležitější částí těla, která vše uvádí do pohybu. Tělo bylo ve středověku děleno na tři části - na hlavu jakožto úložiště intelektu a rozumu, na trup se srdcem a na část od pohlaví až ke chodidlům.
S nástupem renesanční medicíny se objevují názory, že myšlenky člověka a jeho pocity mohou člověka oslabit natolik, že by mohl kvůli tomuto podlehnout nemoci.

### Přelom 18. a 19. století
Na přelomu 18. a 19. století dochází k výraznému nárůstu vydaných publikací určených k šíření informací o hygieně a zdraví člověka i lidského těla; v rámci těchto publikací vznikala hlavně pojednání určená prostému lidu (tzv. „dietetické příručky“ či „katechismy zdraví“; ty se také snažily o větší sociální a intelektuální vzdělání prostého lidu). K tomuto dochází, jelikož zdraví člověka bylo tehdy považováno za základní podmínku k individuálnímu štěstí, ale také ovlivňovalo jeho produktivitu, vztah k práci a k státnímu aparátu. Příručky se zabývají nejen poučením o nejčastějších chorobách tehdejší doby, ale také zmiňují témata jako například doporučená životospráva ženy před a po porodu, péče o novorozence a dítě či opatření k první pomoci a resuscitaci. Řeší se také otázka pohybového režimu a odpočinku, pro tehdejší autory pohyb představuje nezbytnou součást každodenní činnosti, není však žádoucí organismus fyzicky přepínat.
Již v této době se objevila idea propojenosti disciplíny těla a disciplíny mravní - hygiena, tělesná čistota a sebedisciplína tělesná byla neoddělitelná od morálky a disciplíny duševní. Převažoval také názor, že „nemoc a nemravnost pochází z jednoho zdroje“.

## Disciplinace těla v rámci školského systému
Pohled na lidské tělo jakožto na nástroj k disciplinaci člověka lze jasně pozorovat ve školském systému před i po tereziánské reformě. I přesto, že se reformy a snahy osvícenské doby snaží směřovat k ideálu, že výchova a napomínání by měly probíhat výlučně formou verbálního napomínání a poučování, ve společnosti stále přetrvává užívání rákosek, ferulí či ponižujících trestů („knihy hanby, černé známky, korunování na osla“). Podle Michela Foucaulta se v 18. století začíná růst význam „přísnějšího dohledu, kontroly a nápravy“. Vztah k lidskému tělu se proměňuje - předtím bylo tělo bráno jako „místo pro vykonávání trestů“, ale nyní se stává „objektem výcviku“.

## Proměny vnímání sexuality na přelomu 18. a 19. století
Ve středověku nebyla sexualita uznávána, sex byl určen jen k reprodukci, od 18. století však sexualita přestává být regulována pouze církví, nýbrž stává se celospolečenskou záležitostí. I přesto, že v 19. století podléhá sexualita represím (jako například cenzura, zákazy), v této době se začínají objevovat hnutí pro osvobození tématu sexuality.
V roce 1802 vzniká v Anglii Společnost pro potlačování neřesti a do pozornosti se dostává také sexualita mladých lidí, která byla považována za „nebezpečnou“. V zorném poli se také objevují diskuze o jiných sexualitách, toto téma je však v té době odmítáno i liberálnějšími autory. Na druhou stranu se objevují snahy o osvobození napětí okolo tohoto tématu: objevuje se literatura, která podporuje jiné druhy sexuality, informuje o dobové antikoncepci a pohlavních chorobách.
V rámci otevřenějšího diskurzu o sexualitě se vymezují kategorie „perverzních slastí“: mezi ně patří hlavně onanie, objevují se publikace, které tuto problematiku prezentují i dětem. Ohled se však bere výhradně jen na masturbaci mužů.
Ke konci 19. století již dochází k pomalému ústupu zákazů v oblasti sexuality. Doboví profesoři a autoři (jako například Seved Ribbinga) se vyjadřují k tématům omezování porodnosti, pohlavních chorob či škodlivosti onanie. Navíc dochází k potřebě odlišné sexuální chování diagnostikovat a léčit.

### Pohled na sexualitu manželky
Manželka byla považována za „asexuální uchovatelku života“. Od manželek bylo očekáváno pojetí pohlavního aktu jako záležitost určenou výlučně k reprodukci. Manželům byla naopak dovolena četba erotické literatury či návštěva nevěstinců, zasnoubená žena však právo na tyto aktivity neměla.

### Pedagogizace dětské sexuality
Poprvé se bere v úvahu existence dětské sexuality. Podle přístupu k tělu jakožto k nástroji určeném pro disciplinaci se objevují názory, že dítěti by normy měly být vštěpované již od raného věku, proto počíná sexuální výchova určená pro mládež.

### Izolace jako projev disciplinace
V 19. století dochází k vyšší potřebě oddělování a izolaci lidí, kteří se od většinové populace odlišovaly ať už fyzickými, však nově i psychickými chorobami. K této izolaci dochází již před 19. stoletím, ale osvícenství si klade za cíl poskytnout těmto zdravotně nevyhovujícím osobám lidštější podmínky: místo nelidských kobek a cel se začínají stavět sanatoria, chorobince (např. Krameriovo sanatorium pro nervové choroby v Bubenči, Všeobecná nemocnice na Karlově či Ústav pro duševně choré v Praze). Významným byl také ústav v Bohnicích, postavený na začátku 20. století. Trendem také začínají být ústavy na venkově.
V sanatoriích a nemocnicích pobývaly ženy a také muži: dobové medicíně se již povedlo se odprostit od předsudku psychicky labilní ženy silného stabilního muže. V daných ústavech také dochází k odborným výzkumům a úroveň péče se zlepšuje, některé kruté metody léčby jsou však užívány nadále. Nicméně pacienti jsou léčeni klidem na lůžku, ale i aktivním pohybem venku a přiměřenou prací . Léčba byla však nákladná a tyto instituce často narážely na problém jejich přeplněnosti.